# Leonela
Leonela è una telenovela venezuelana  tratta da una storia originale della scrittrice Delia Fiallo. 
La telenovela, in origine era divisa in due parti: Leonela e Miedo al amor, girate nel 1984 e andate in onda per la prima volta dal 19 marzo del 1984 al 27 novembre dello stesso anno.

## Trama

### Leonela
Leonela Ferrari Mirabal ha appena terminato gli studi di laurea in legge all'Università di Caracas e sta per sposare il fidanzato, Otto. 
Una sera, Otto umilia e aggredisce senza motivo Pedro Luis Guerra, un uomo umile e laborioso, il quale in preda ai fumi dell'alcool giura vendetta.
Quella stessa notte Leonela, insonne, passeggia lungo la spiaggia attigua alla sua villa e incontra Pedro Luis ubriaco che, annebbiato dall'alcool, si vendica dell'affronto subito da Otto, violentandola.
Leonela resta incinta e racconta tutto al fidanzato il quale si offre ancora di sposarla a patto che lei abortisca.
La ragazza, di profonda fede cattolica, non intende interrompere la gravidanza e decide così di lasciare Otto il quale, ferito nell'orgoglio, divulga il segreto di Leonela nella loro cerchia di amici da cui la ragazza viene così esclusa.
Venuto casualmente a conoscenza della gravidanza di Leonela, Pedro Luis vorrebbe assumersi le proprie responsabilità ma la ragazza lo caccia via. Joaquin Machado, zio di Leonela, invia due teppisti a dare una lezione a Pedro ma nel difendersi dall'aggressione quest'ultimo uccide, senza volerlo, uno dei due uomini.
Pedro Luis viene così arrestato per omicidio e Leonela, per vendicarsi, entra nel processo come avvocato della parte lesa riuscendo a farlo condannare a dodici anni di carcere. La giovane decide inoltre di dare in adozione il figlio appena nato sia perché teme di non riuscire ad amarlo ma anche per vendicarsi di Pedro facendo in modo che non conosca mai il figlio che già ama.
Nieves Maria, cognata di Pedro Luis, è al fianco di Leonela quando nasce il bimbo: lo porta all'orfanotrofio e poi avvia subito le pratiche per poterlo adottare lei stessa.
Pedro Luis decide di vedere nel carcere un'opportunità per riscattarsi e cambiare vita. Il suo avvocato, Nelson Martinez, si attiva per farlo trasferire in un carcere modello dove Pedro Luis studia con molto impegno e consegue la laurea in Legge.
A fronte della sua buona condotta, Pedro Luis si vede condonare gli ultimi tre anni di carcere, inoltre poco prima di essere scarcerato riceve un'inaspettata eredità miliardaria da Vincenzo di Pasquale, un ex compagno di cella morto prematuramente.
In questi anni Leonela, diventata un avvocato professionista di successo, si è pentita di aver abbandonato il figlio in un orfanotrofio e inizia a cercarlo senza risultato, finché un giorno il suo nuovo fidanzato, Alfredo Michelena, gli rivela che suo figlio è vivo e abita col padre.
Pedro Luis, all'oscuro sia del pentimento che delle ricerche senza sosta di Leonela, rifiuta di farle conoscere suo figlio.
Ma Leonela non desiste e dopo tante umiliazioni e sacrifici finalmente riesce a conoscere e frequentare il figlio, Pedrito.
Alla fine, Pedro Luis parte per un viaggio, ma solo dopo aver accompagnato Pedrito a casa di Leonela e averle detto che sarà sufficiente che gli scriva: «Vieni...» perché lui torni immediatamente. 

### Miedo al amor
Leonela, vedendo che Pedrito sente la mancanza del padre, decide di scrivere a Pedro Luis. Lui torna e dopo poco tempo i due decidono di sposarsi. Terminato di festeggiare il matrimonio, Pedro Luis e Leonela partono in viaggio di nozze, ma la prima notte Leonela, turbata dai ricordi della violenza subita che non l'hanno mai abbandonata, con una scusa allontana Pedro Luis. 

La stessa cosa accade la sera della seconda notte di nozze, ma questa volta Pedro Luis pretende di capire i motivi che spingono Leonela a respingerlo, ma lei tace perché non vuole farlo sentire colpevole del suo trauma che le impedisce di essere toccata da un uomo.
Così Pedro Luis, scosso dal rifiuto di Leonela, va a fare due passi in spiaggia e qui conosce una bellissima modella che entra nella sua vita, Lorena, con cui inizia a tessere una storia d'amore che va a riempire il vuoto d'amore fisico lasciato dalla moglie.
Il viaggio di nozze termina in modo imprevisto perché giunge agli sposi una telefonata che gli avvisa che Estela sta molto male, e quando tornano a Caracas ormai la trovano morta nel suo capezzale, ed è un grande dolore per Leonela, che era molto legata alla mamma, soprattutto dopo la morte improvvisa del papà Homero.
Le disgrazie non vengono mai sole, infatti di qui a poco torna a farsi vedere Nieves Maria, che, sempre innamorata di Pedro Luis, decide di volerlo conquistare e per avere più forza nei suoi confronti riprende con sé Pedrito, di cui è la mamma adottiva.
A Pedro Luis e Leonela non resta che tentare la via giudiziaria per far annullare l'adozione di Pedrito e far riconoscere dalla legge che Leonela è la sua mamma naturale e quando ha deciso di avviare le pratiche per l'adozione non era consapevole di ciò che faceva perché sotto trauma per la violenza sessuale subita.
Leonela ama Pedro Luis con tutto il cuore e, pur sofferente per l'allontanamento di Pedrito, decide di curare il suo trauma andando in cura da uno psicologo, così da superare tutti i contrasti sorti con Pedro Luis ed essere finalmente sua.
Lo psicologo che la prende in cura si chiama Damian Cedeno, un bravo dottore a cui qualche anno prima è scomparsa prematuramente la propria fidanzata di nome Angelica, di cui era ed è ancora profondamente innamorato, e che per ironia del destino somiglia come una goccia d'acqua a Leonela, per cui se ne innamora ed invece di curarla preferisce conquistare il suo cuore.
La cura dallo psicologo procede per le lunghe, senza ottenere miglioramenti e Pedro Luis inizia a provare gelosia nei confronti di Damian, arrivando anche a vietare a Leonela di frequentarlo e la prega di interrompere il trattamento medico con lui e di affidarsi ad un altro psicologo, ma Leonela rifiuta di interrompere la sua cura con Damian e ciò è motivo di ulteriori attriti tra marito e moglie.
Una sera che Pedro Luis è solo in casa, arriva una telefonata: è Lorena che lo informa che Leonela è a cena in un ristorante in compagnia di un bell'uomo. 

Pedro Luis muore di gelosia e si precipita nel ristorante dove prende Leonela per un braccio e la riporta con sé a casa. 

Qui tra i due scoppia una lite furibonda al termine della quale Pedro Luis si rende conto di quanto è innamorato di Leonela e per mettere fine alle sofferenze d'amore di lei decide di chiudere la sua storia con Lorena.
Ma Lorena non si arrende e perseguita Pedro Luis, a cui in precedenza ha rubato un mazzo di chiavi, così prima mette a soqquadro il suo studio di avvocato, poi danneggia la sua auto ed infine decide di chiudere i conti con la sua rivale in amore, tentando di uccidere Leonela in casa Guerra.
Quella stessa sera Pedrito fugge dalla casa di Nieves Maria perché ha nostalgia della mamma Leonela e per fatalità si trova ad entrare in casa di Leonela mente c'è Lorena che spara con la pistola. 
 
Leonela fa da scudo a Pedrito e, ferita, fugge con lui e trova riparo in casa della fedele cameriera Maruca, da dove fa perdere le tracce di entrambi e con Damian progetta una fuga all'estero per non essere più separata da Pedrito.
Dopo tante ricerche finalmente Pedro Luis capisce dove si nasconde Leonela e va da lei per riprendersi moglie e figlio e magari fuggire con loro all'estero per avere finalmente la famiglia unita, ma qui ha la brutta sorpresa di essere raggiunto da Nieves Maria che insiste ad ottenere la custodia del piccolo.
In questo drammatico frangente Pedro Luis chiede a Pedrito di scegliere egli stesso con chi stare, se con mamma Nieves Maria o con mamma Leonela, ma Pedrito non sa scegliere perché vuole bene ad entrambe allo stesso modo; per sua fortuna Nieves Maria fa un passo indietro, decide di rinunciare a Pedrito e di lasciarlo alle cure ed all'amore di Pedro Luis e Leonela.
Leonela è così felice che perdona Lorena di aver attentato alla sua vita.
Nieves Maria dopo pochi giorni scopre di essere incinta e di aspettare un figlio da suo marito, l'avvocato Nelson Martinez.
Damian Cedeno incontra per un'ultima volta Leonela e la guarisce dal suo trauma, le rivela la vera causa del suo male che non dipende dalla violenza subita in spiaggia 10 anni prima ma dalla sofferenza interiore per aver abbandonato il figlio appena nato.
Finalmente guarita, Leonela riesce ad essere la donna di Pedro Luis.
Leonela ora è così felice di aver salvato il suo matrimonio e di avere con sé Pedrito che decide di adottare una bambina di nome Chelita conosciuta in uno dei tanti orfanotrofi che frequentrava anni prima quando era alla ricerca del figlio.
Infine porta Pedrito a casa di Nieves Maria perché non vuole che lui si dimentichi di lei.

## Personaggi e interpreti
| Personaggi                    | Interpreti                      | Doppiatori          |
| ----------------------------- | ------------------------------- | ------------------- |
| Leonela Ferrari Mirabal       | Mayra Alejandra                 | Cristina Boraschi   |
| Pedro Luis Guerra             | Carlos Olivier                  | Angelo Nicotra      |
| Nieves María Bermúdez         | Loly Sánchez/Chony Fuentes      | Marina Tagliaferri  |
| Rafael Guerra                 | Javier Vidal Pradas             |                     |
| Homero Ferrari                | Alfonso Urdaneta                | Enzo Garinei        |
| Estela Mirabal Ferrari        | Gladys Cáceres                  | Anna Teresa Eugeni  |
| Selenia Mirabal Machado       | Cecilia Villareal               | Sonia Scotti        |
| Joaquín Machado               | Carlos Márquez                  | Marcello Prando     |
| nonna Delfina Guerra          | Mahuampi Acosta                 | Alina Moradei       |
| nonno Arcadio Guerra          | Tomás Henríquez                 | Mario Milita        |
| Manaue Guerra                 | Flavio Caballero                | Francesco Prando    |
| Tibisay Navas                 | Hazel Leal                      | Alessandra Korompay |
| Ramón Guerra                  | Carlos Villamizar               |                     |
| Otto Mendoza                  | Carlos Cámara Jr.               | Luca Dal Fabbro     |
| Maribella "Bella"             | Hilda Abrahamz                  | Francesca Rossiello |
| Teresa (amica di Maribella)   | Nohely Arteaga                  | Beatrice Margiotti  |
| Cayetano Navas                | Argenis Chirivella              |                     |
| Trino                         | Eric Noriega                    | Teo Bellia          |
| Margherita Trejo              | Omaira Abinade                  | Laura Boccanera     |
| Marcantala de Oliveira        | Juan Frankis                    |                     |
| Nelson Martínez               | Miguel Alcántara                | Massimo Dapporto    |
| Vincenzo Di Pasquale          | Umberto Buonocuore              |                     |
| Patrizia Machado "Patty"      | Jeannette Rodríguez Delgado     | Beatrice Margiotti  |
| Willy González Díaz "Papuchi" | Carlos Mata                     | Vittorio Guerrieri  |
| Maruca                        | Soraya Sanz                     |                     |
| Neida Salazar                 | Patricia Toffoli                |                     |
| Amanda                        | Olga Rojas                      | Emanuela Fallini    |
| Alfredo Michelena             | Ernesto Balzi                   |                     |
| Claudia Montano               | Nancy Gonzalez                  | Liliana Sorrentino  |
| Alfonzo Mendoza               | Rafael Vallenilla               |                     |
| Marco Tullio Zerpa            | Humberto García                 |                     |
| Lorena                        | Marisela Buitriago              | Cinzia De Carolis   |
| Silvana                       | Bárbara Mosquera                | Francesca Rossiello |
| Signora de Rodríguez          | Rosario Prieto                  | Claudia Ricatti     |
| Raitza                        | Ileana Jacket                   |                     |
| Padre Amado                   | Alberto Álvarez                 |                     |
| Mónica                        | Judith Vásquez                  |                     |
| Marta                         | América Barrio                  |                     |
| Pedro Angel "Pedrito" Guerra  | Néstor Maldonado                |                     |
| Chelita                       | Scarlet Villalobos              |                     |
| Amparo Ruiz                   | Elisa Escámez                   | Carmen Onorati      |
| Vivì                          | Diana Juda                      |                     |
| Damián Cedeño                 | Franklin Virgüez/Alejandro Mata | Giorgio Locuratolo  |
| Pacheco                       | Julio Capote                    |                     |
| Luis Ángel Sortijo            | Charles Barry (papà di Mayra)   |                     |
| Chirípa                       | Víctor Cuica                    |                     |
| Luis Cabrera Suárez           | Alejo Felipe                    |                     |
| Padre                         | Virgilio Galindo                |                     |
| Berta                         | Virginia Vera                   |                     |
| "Pureño"                      | Fernando Gil                    |                     |
|                               | Reina Hinojosa                  |                     |
|                               | Antonio Lucio                   |                     |
|                               | Antonio Pacheco                 |                     |
|                               | Cinthia Moreno                  |                     |
|                               | Jackeline Ruso                  |                     |
|                               | Julio Mujica                    |                     |
|                               | Augusto Mudarra                 |                     |
|                               | Aura Ochoa                      |                     |
|                               | Beda Peña                       |                     |
|                               | Lourdes Valera                  |                     |
|                               | Roberto Pérez                   |                     |
| Psichiatra                    | Alfredo Sandoval                |                     |
| Giudice                       | Dinorah Zambrano                |                     |
| Casimiro                      | Alex Phillipsl                  |                     |
|                               | Jasmín González                 |                     |
| Miguel                        | Manolo Ramírez                  |                     |
| "Coco rojo"                   | Lorenzo Enríquez                |                     |
|                               | Amalia Pérez Díaz               |                     |
| Psichiatra                    | Ignacio Navarro                 |                     |
| Medico                        | Enrique Soto                    |                     |
| Medico                        | Armando Valerio                 |                     |
| Elsa                          | Maria Nieves                    |                     |

## Produzione
La telenovela, prodotta da Radio Caracas Televisión - RCTV, è stata girata in due parti perché all'epoca in Venezuela era in vigore una legge che vietava alle telenovelas di durare oltre i 3 mesi, divieto scaduto solo nel 1984.

### Colonna sonora
La sigla, intitolata "Ladrón de tu amor", è stata composta da Enrique Hidalgo con il testo di Luis Guillermo González, ed è cantata da Gualberto Ibarreto. In Venezuela, la seconda parte aveva come sigla "No juegues con mi amor", stessi autori e interprete della prima. In Italia e nel resto del mondo, si può ascoltare come sottofondo nella seconda parte della telenovela.

## Distribuzione
In Italia è stata trasmessa per la prima volta dalle TV locali nel 1985 e ad oggi circola in due versioni: o in 133 puntate da 45 minuti l'una o in 248 puntate da 25 minuti ciascuna. Nel tempo, essendosi parzialmente rovinata, risultano tagliate diverse scene (tra cui alcune molto significative come il primo bacio tra Pedro Luis e Leonela o la scenata di gelosia di Pedro Luis quando trova Leonela nello studio del suo psichiatra).

## Accoglienza
Leonela è stata la prima telenovela che ha aperto la strada del successo alle telenovele venezuelane nel continente Americano. 
La sua trasmissione in prima serata dalla fine di agosto del 1984 all'inizio del 1985 da parte della catena televisiva Univision, è stato un successo senza precedenti, superando in share sia diversi programmi locali che altri canali in lingua inglese.

### Controversie
Leonela è una telenovela dalla trama molto controversa, non solo perché la protagonista finisce per innamorarsi del suo stupratore e dà il suo bambino appena nato in adozione, ma anche a causa delle storie dei due giovani personaggi invischiati nel mondo della droga: Patty Machado e Willy González, interpretati da Jeannette Rodríguez Delgado e Carlos Mata.
A causa dei temi trattati, Leonela ha rischiato di essere censurata e tolta anzitempo dalla programmazione televisiva per via sia delle pressioni del governo del presidente venezuelano Jaime Lusinchi (1984-1989), che della gerarchia della Chiesa cattolica. 
Tuttavia, il grande successo di pubblico conseguito ha impedito che ne fosse bloccata la trasmissione televisiva.
La stessa autrice Delia Fiallo è stata raggiunta a Miami da un mandato di comparizione che le era stato inviato dal Ministero dei Trasporti e delle Comunicazioni; stesso destino toccato pure agli attori Carlos Olivier, Carlos Mata, Mayra Alejandra, Jeannette Rodríguez e Cecilia Villarreal.

## Citazioni
In alcune parti della trama, si possono trovare diverse similitudini con opere letterarie da cui, verosimilmente, l'autrice potrebbe aver preso spunto:
- Il ritorno di Pedro Luis, dopo anni di carcere, in una nuova veste di uomo elegante, ricco, potente e cinico, con una laurea in legge e, più in generale, di un elevato livello culturale che vuole vendicarsi di chi lo avevano umiliato, richiama Il Conte Di Montecristo.
- In Nelson Martinez, innamorato non corrisposto di Nieves Maria che cerca di aiutarla a conquistare Pedro Luis, si può vedere una certa somiglianza col Cyrano de Bergerac.

## Incongruenze
- Nel corso della prima puntata, in un dialogo col cognato Joaquìn Machado, Homero Ferrari dichiara che l'anno in corso era il 1975; quella stessa notte avverrà l'episodio clou di tutta la vicenda dei due protagonisti, col conseguente concepimento del loro figlio. Il bambino verrà poi partorito da Leonela, leggermente prematuro, all'ottavo mese di gestazione. In base a questi due elementi, Pedrito dovrebbe essere nato in una data compresa tra il settembre del 1975 e l'agosto del 1976, ma quando Leonela, decisasi a ritrovarlo, si reca al centro adozioni, dirà all'impiegata che il bambino era nato il 7 maggio 1975.
- Nel corso del processo che vede Pedro Luis imputato per l'omicidio di Guarapo e Leonela nella veste dell'Accusa di parte civile, alla fine l'uomo verrà assolto da tale reato ma, avendo ammesso in fase dibattimentale di averla stuprata, poco dopo verrà processato per direttissima e condannato a 12 anni di reclusione per questo reato. Tale condanna è incompatibile con la pena prevista dallo zio Joaquìn, esperto penalista, che aveva prospettato, secondo le leggi in vigore, una pena tra i 5 e i 10 anni di reclusione. Inoltre, quando Leonela, scoperto che il mandante di Guarapo era stato proprio suo zio e che dunque, effettivamente, Pedro Luis aveva accidentalmente commesso l'omicidio nel tentativo di difendersi, come aveva sempre sostenuto, ella, in preda ai rimorsi per averlo ingiustamente accusato di tale reato, si reca a trovarlo in carcere per proporgli di andare in Appello e, con i nuovi elementi, ottenere una riduzione della pena, come se fosse stato effettivamente condannato per l'omicidio.
- Quando Leonela si decide a cercare suo figlio, chiede alla madre di che sesso fosse stato il bambino che aveva partorito. È piuttosto inverosimile che lei non potesse conoscere tale informazione; innanzi tutto, perché è quasi sempre la prima cosa che viene comunicata alla puerpera da parte del personale ostetrico, una volta completato il parto. Inoltre, quando poco dopo la madre Estela glielo porta, nel tentativo di farglielo vedere per convincerla a desistere dal proposito di darlo in adozione, Estela dice diverse volte frasi quali "è tuo figlio", "è il tuo bambino". Dando per scontato che nel doppiaggio non vi sia stata alcuna alterazione, queste frasi, nella lingua originale della telenovela venezuelana, che è lo spagnolo, vengono tradotte da "tu hijo" e "tu niño"; in entrambi i casi, come in italiano del resto, viene contestualmente specificato il sesso d'appartenenza.
- Il cagnolino che Pedro Luis regala al figlio, che avrà un ruolo importante nel ritrovamento del bambino da parte di Leonela, era stato portato per le vaccinazioni all'ambulatorio di Alfredo, fidanzato di Leonela, come pretesto per conoscere l'uomo. Due mesi dopo, a causa dell'incidente del cagnolino, questo verrà nuovamente portato all'ambulatorio di Alfredo per le cure. Si può notare che si tratta di due cani diversi (anche come razza) e tale ipotesi viene confermata anche da Pedro Luis che in un'occasione parla del "primo cane che aveva regalato a Pedrito", quando lo aveva portato per le vaccinazioni. Tuttavia, quando Alfredo rivela a Leonela di aver scoperto che Pedrito era il figlio che lei stava cercando, le riferisce che si era ricordato di quando Pedro Luis aveva portato, appunto due mesi prima, quello stesso cagnolino per le vaccinazioni, riferendosi a Pedrito quale suo padre e mostrandogli la scheda del cane, in cui comparivano anche il nome del bambino e l'indirizzo.
- Quando Estela viene a sapere dalla sorella Selenia che il bambino vive con suo padre, lo comunica a Leonela, la quale, incidentalmente, lo aveva appena saputo dal fidanzato Alfredo, recandosi a casa di Pedro Luis dove riceve la delusione del veto dell'uomo di frequentare il figlio; nel farlo, Estela si riferisce al bambino chiamandolo per nome, cosa che, a questo punto della storia, ancora non poteva conoscere.
- In prossimità delle nozze tra Pedro Luis e Leonela, in un dialogo, l'uomo le nomina il suo amico Cayetano Navas e la donna, che non lo conosce, gli chiede di spiegarle chi fosse. In realtà, i due si erano conosciuti precedentemente, in occasione dell'incidente che, a causa di Paty, cugina di Leonela, aveva portato Tibisay, figlia di Cayetano, in stato comatoso. Tra l'altro, nel richiamare alle proprie responsabilità suo zio Joaquìn, padre di Paty, Leonela gli aveva chiaramente detto che la ragazza investita era la figlia di un caro amico di Pedro Luis, nonché fidanzata di suo fratello Manaue.
- Il dottor Cedeno viene definito da tutti gli altri personaggi come uno psichiatra, in realtà la giusta definizione sarebbe psicoanalista.
- Nel corso della storia, per richiamare episodi passati nella memoria dei protagonisti, si fa un ampio uso dei flashback. In molti casi, i dialoghi che vengono riproposti sono alterati rispetto a quando si erano svolte le vicende a cui fanno riferimento.

## Remake
Esiste un remake girato in Perù nel 1997 intitolato Leonela, muriendo de amor avente come protagonisti gli attori Mariana Levy e Diego Bertie.